# Bergham (Leonding)
Bergham ist ein Stadtteil von Leonding und hat 1255 Einwohner (Stand 1. Jänner 2024). Bergham liegt südlich des Kürnberger Walds. Die westliche Grenze ist Rufling, die östliche das Zentrum Leondings. Im Süden liegt der Stadtteil Reith.

## Geschichte
In der Ortschaft befand sich das gleichnamige Schloss Bergham, welches 2011 aufgrund von Baufälligkeit abgerissen werden musste.

## Infrastruktur
Durch Bergham verlaufen die Buslinie 17 der Linz Linien und die Linzer Lokalbahn.
Ein Teil von Bergham wird von der Wassergenossenschaft Bergham mit Trinkwasser versorgt. Die Genossenschaft besteht seit 1907. 2015 wurden die technischen Anlagen aufwändig erneuert.

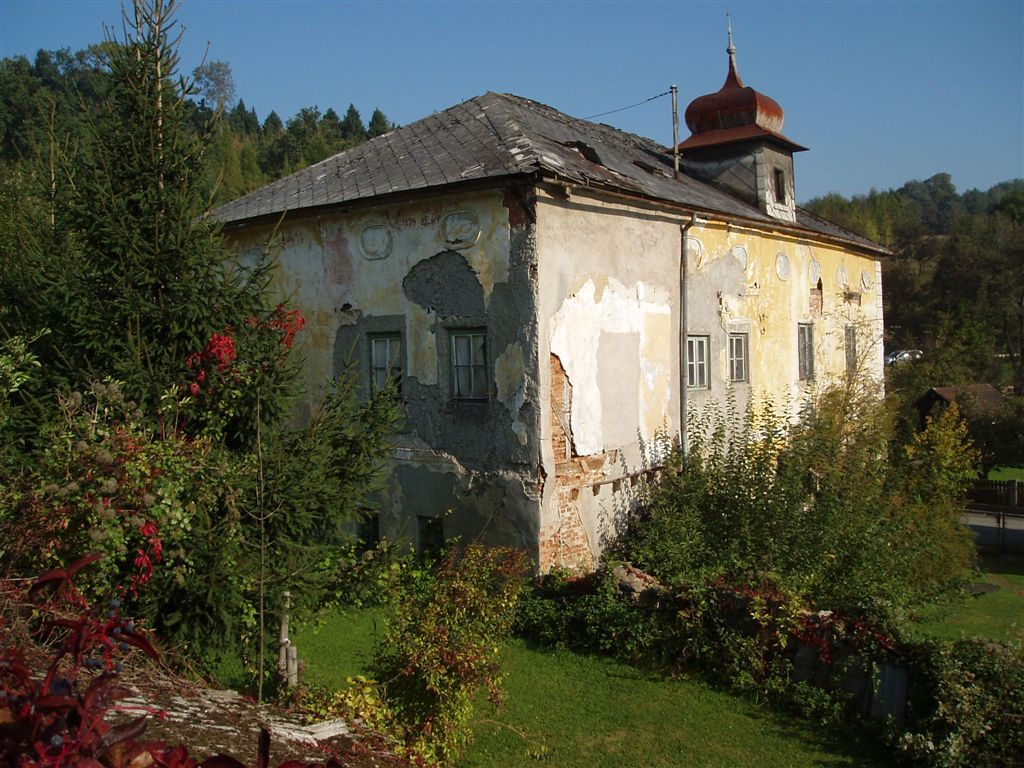
Das 2011 abgerissene Schloss Bergham
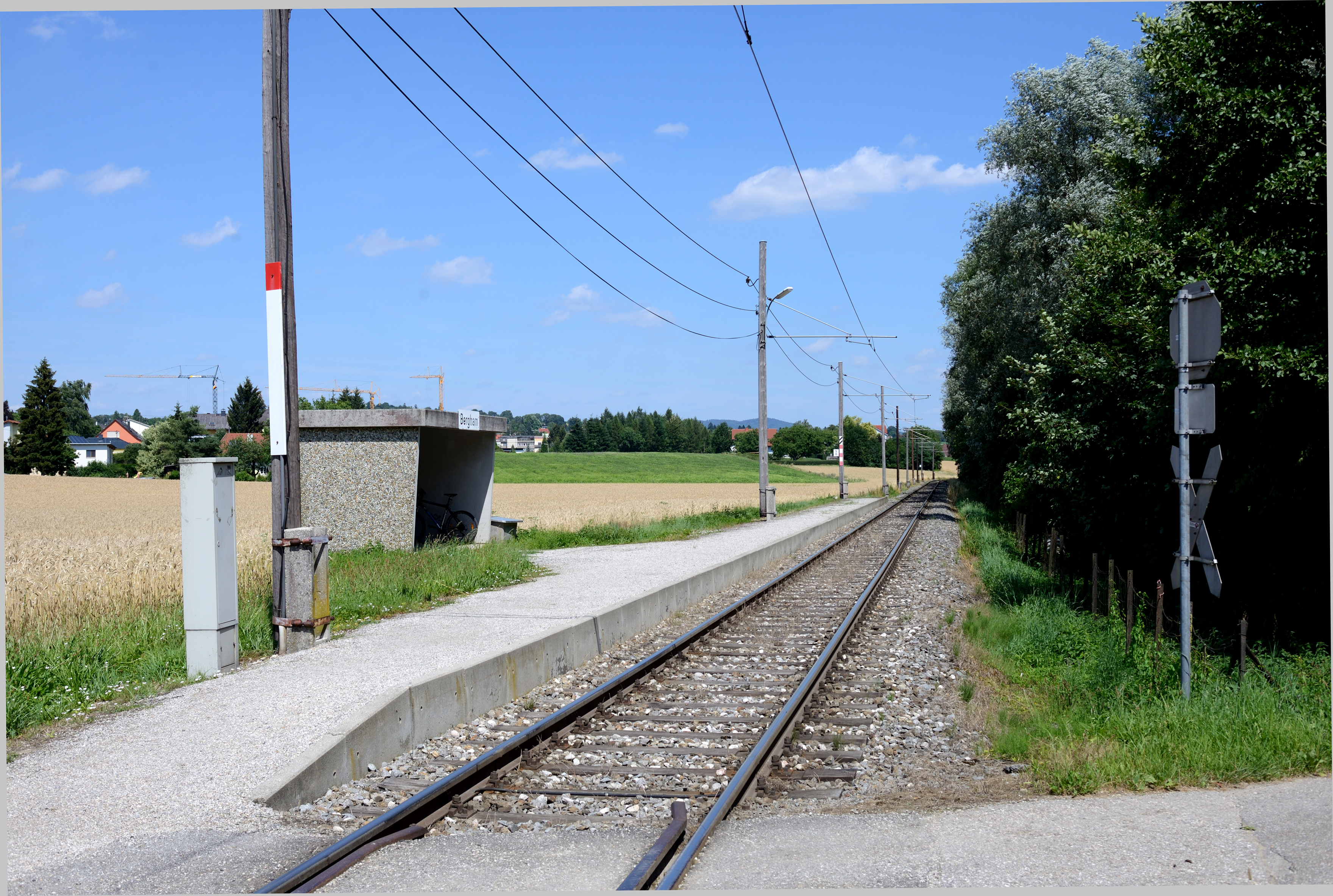
Haltestelle Bergham der Linzer Lokalbahn